# 장쥔닝
장쥔닝(중국어: 張鈞甯, 병음: Zhāng Jūnníng, 1982년 9월 4일 ~ )은 중화민국 배우이다.

## 기본 정보
- 신장 / 몸무게 : 168cm / 49kg
- 학력 : 국립대북대학교(國立臺北大學) 법학 학사
- 구사언어 : 중국어, 광동어, 영어, 독일어

## 작품

### 영화
- 하와이의 꿈
- 남방기사
- 마음의 노래
- 정야성공
- 기록(記錄)
- 궤사(Silk)
- 정비득이지생존지도
- 투차

### 드라마
- 유성화원2
- 연회에 참석하다
- 심동열차
- 절지화원
- 백색거탑
- 봉밀행운초
- 비자영웅
- 몽유대북
- 《무미랑전기》, 중화TV
- 대군사사마의
- 여의전

### CF
- VICHY
- SK-Ⅱ
- 뉴트로지나